# ヒトコブラクダ
ヒトコブラクダ（一瘤駱駝、学名 Camelus dromedarius）はラクダの一種で、鯨偶蹄目 ラクダ科に属する大型の偶蹄類。
本種は2種のフタコブラクダと合わせて3種のみでラクダ属を構成するが、フタコブラクダが背中に2つのコブをもつのに対して、本種はコブを1つしかもたない。本種はラクダ科中で最もよく知られた動物でもある。ラクダ科（ラクダ属の上位分類群）には、ほかに南アメリカのリャマ・アルパカなどが含まれる。

## 分布
北アフリカと西アジア、“アフリカの角”地域、スーダン、エチオピアおよびソマリアに分布するが、すでにそれらの原生地において野生個体群は消滅している。ただしオーストラリアの乾燥地帯には逃亡した家畜が野生化した個体群（外来種）が存在し、環境問題と考える者もいる一方で、生態系の一員として機能していると考える意見もある。

## 呼称
英名の "dromedary" は、「競駝（ラクダ競走）」に言及するときのみ用いられるべきである、とする人もある。"dromedary" の名は、「走る」ことを意味するギリシャ語に由来する。アメリカ・カリフォルニア州にあるオークランド動物園のウェブサイトによれば、「"Dromedary" の名称は、厳密には、さまざまな軍隊のラクダ部隊で使役されるものなど、アラブの競走ラクダを指すのに専ら用いられる」という。

## 飼育
本種は元来、西アジアと東アフリカに自然分布していたが、数千年前に、中央または南アラブで最初に家畜化された。その年代については専門家の間でも意見が分かれており、紀元前4000年ごろとするもの、紀元前2000年以前とするもの、紀元前1500-1300年ごろになってからとするものなどがある。現在、家畜化されたものの数は約1,300万頭と見られ、そのほとんどはインド西部からパキスタン、イランを経て北アフリカに至る地域に分布する。本来自然分布していた地域で野生のまま生き残っているものはないが、逃げ出したラクダによる個体群であるオーストラリアの野生ラクダは、少なくとも50万頭に達するものと推計されている。本種は紀元前2000年ごろに、エジプトと北アフリカに導入された。

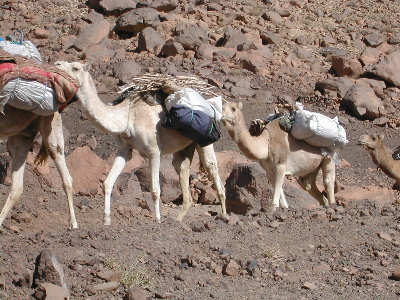
アルジェリアのヒトコブラクダのキャラバン

ラクダ科に属する動物はほかにも数種があるが、今日まで生存している真ラクダ類（リャマなど南アメリカのラクダ類を除いた、ラクダ属の動物）は、本種のほかにはフタコブラクダだけである。フタコブラクダは、ヒトコブラクダの家畜化について推定されているよりずっと後、紀元前2500年より以前のいずれかの時代になって、アジアで家畜化された。フタコブラクダは本種よりも頑丈でしぶとい動物であり、イランからチベットに至る地域で野生のまま現存している。本種はフタコブラクダより背が高く、最高時速65kmで走り時速40km の速度を一時間維持できるなど走力はフタコブラクダを上回る。騎手を乗せたヒトコブラクダは時速13-14.5km の速度を、数時間にわたり持続することができる。これに対して、荷を積んだフタコブラクダは時速4km 程度の速さで移動する。

## 歴史

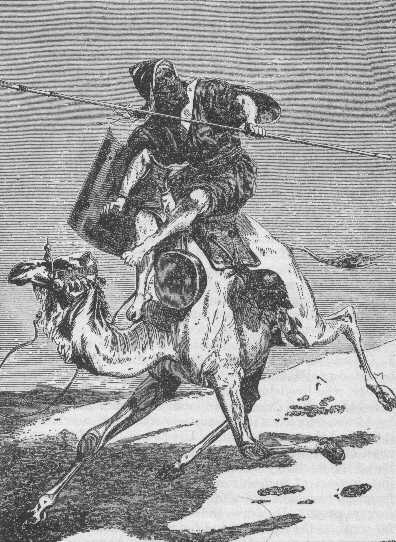
ムーア人駱駝騎兵

紀元前2000年ごろ、ラクダはサハラ地域に定着したが、前900年ごろ以降、サハラから再び姿を消した。ラクダは通常、人間の狩りの対象とされる。
カンビュセス2世に率いられたアケメネス朝ペルシアがエジプトに侵入したときに、家畜化されたラクダがこの地域に導入された。家畜ラクダは北アフリカの多くの地域で用いられ、ローマ帝国はラクダ騎兵の一隊を設けて砂漠の辺縁地帯の見回りに当たらせた。しかしながら、このペルシア時代のラクダはサハラ砂漠を渡る交易や旅には特に適応しておらず、まれに行われた砂漠横断の旅も、ウマに引かれた戦車によるものであった。
より力が強く体の丈夫なフタコブラクダがはじめてアフリカに達したのは、4世紀のことである。しかしながら、フタコブラクダが一般化するのは、イスラムの北アフリカ征服以降のことである。この侵入そのものは、大部分ウマに騎乗した兵士たちによって成し遂げられたものであったが、新たに中東とのつながりができたことで、ラクダを“集団として”移入することが可能となった。このとき以降に移入されたラクダは、長期の砂漠の旅によく適応しており、多量の積み荷を運搬することができた。これによってはじめて、本当のサハラ交易が可能になったのである。

## 形態と生殖

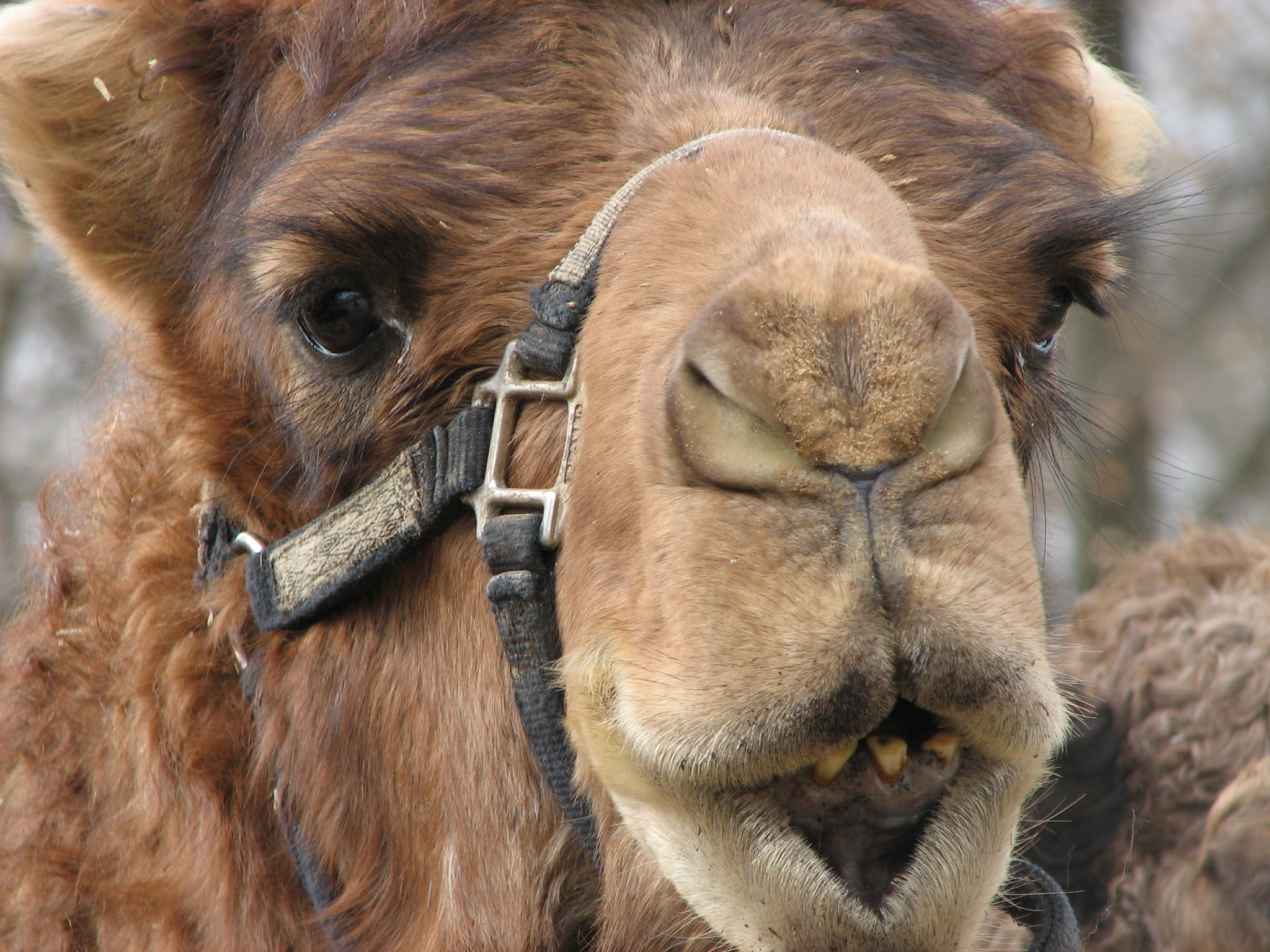
ヒトコブラクダの顔

オスはやわらかい口蓋を持つが、繁殖期にはこれをふくらませて、アラビア語でドゥーラ（doula）と呼ばれる深いピンク色の袋を作り、口の両側に垂らして、メスを引きつけようとする。本種はまた、濃いまつ毛と小さくて毛深い目でも知られる。 草食性で草やサボテンを食べる。
妊娠期は12か月ほど続く。通例子ラクダは1頭だけ生まれ、18か月まで授乳される。メスは3-4年、オスは5-6年で性的に成熟する。飼育下での寿命は25年程度が典型的だが、中には50歳に達するものもある。
成獣は体長11フィート5インチ（350cm）、肩高6-8フィート（180-240cm）まで成長する。体重は通常1,000-1,500ポンド（450-680kg）の範囲内である。
フタコブラクダとの間に繁殖力のある雑種ができる。雑種の瘤は一つで、どちらの種よりも体格で勝る。近年リャマとの間にキャマという雑種がつくられた。

## 用途

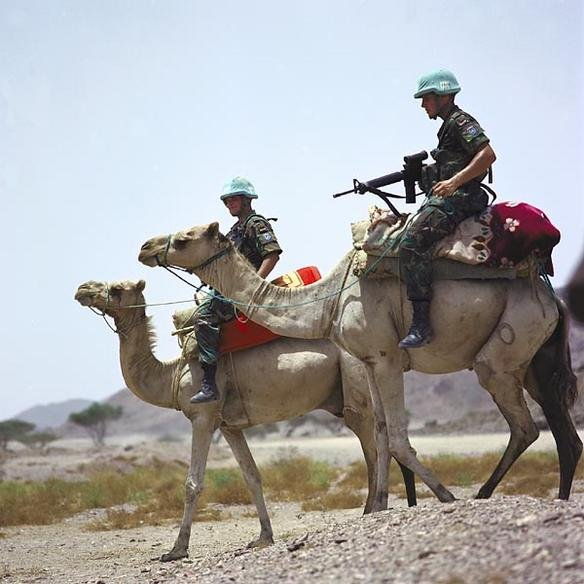
エリトリアで活動するPKFの隊員（2005年）

現代の家畜化されたヒトコブラクダは、乳や肉をとるために利用され、物資を駄載したり人が騎乗したりする運搬獣としても使役されている。乳は水を与えさえすれば日に6リットルは採れ、西サハラ砂漠の遊牧民の重要な栄養源となっている。運搬用としては、およそ100kgの荷物を休息と採食を繰り返しながらのゆっくりしたペースで一日30km運ぶことも出来る。ウマとは異なり、人や積み荷を乗せるときに、膝をついて体勢を低くする。
エジプトでは、砂漠地帯にある観光地の多くで、ラクダに騎乗した警察官の姿が見られる。また現代でも砂漠地帯のパトロールなどに利用されている。
フタコブラクダと異なり短毛であるため、体毛は利用されない。

## 備考
その形状から統計分析などでは、1ピークタイプのグラフについて「ひとこぶラクダ型」、2ピークタイプのグラフについて「ふたこぶラクダ型」と対比で例えられることがある。

## 脚註
1. ↑  “Animals A-Z Arabian Camel”. Oakland Zoo. 2007年4月16日時点のオリジナルよりアーカイブ。2006年3月1日閲覧。
2. ↑  D.W.マクドナルド『動物大百科4　大型草食獣』平凡社、1986年 ISBN 4-582-54504-1 p68
3. ↑  “Farmnote 122/2000 : Feral camel -Western Australia-”. 2005年3月19日時点のオリジナルよりアーカイブ。2005年12月5日閲覧。
4. ↑  “Creature Features - Pet Facts: Camels”. 2005年12月5日閲覧。
5. ↑  “Camel”. 2005年12月5日閲覧。
6. ↑  D.W.マクドナルド『動物大百科4　大型草食獣』平凡社、1986年 ISBN 4-582-54504-1 p71
7. ↑  大渕希郷 編『動物園を100倍楽しむ！飼育員が教えるどうぶつのディープな話』緑書房、2023年7月10日、127頁。
8. ↑  “家庭の省エネ事例集”.   さいたま市. 2014年7月2日閲覧。